# Franz von Hartmann
Pour les articles homonymes, voir Hartmann.
Franz von Hartmann (en 1875 : von Valpezon und Rozbierschitz) (né le 24 mars 1808 à Wurtzbourg, mort le 26 juin 1895 à Graz) est un juriste autrichien.

## Biographie
Franz von Hartmann est le fils de Friedrich Ludwig von Hartmann, fonctionnaire. Il est éduqué par les chanoines augustins dont Jodocus Stülz. Il étudie le droit à l'université de Vienne et est docteur. Pendant ses études à Vienne, il est comme son frère Friedrich un ami proche du compositeur Franz Schubert (ainsi que Joseph von Spaun, Franz von Schober, Eduard von Bauernfeld et Moritz von Schwind) ; les frères Hartmann participent à de nombreuses Schubertiades.
Il travaille entre autres comme président du tribunal de district de Korneubourg. En 1844, il vient à Linz et agit aussi en 1847 à Wels en tant que Praeses. En 1854, Hartmann est nommé membre de la Cour constitutionnelle à Vienne.
Hartmann est un fondateur en 1849 de l'Association catholique de Linz. Du 2 au 5 mars 1849, il préside avec Joseph Theodor zu Stolberg-Stolberg le troisième Katholikentag à Ratisbonne puis le cinquième à Mayence du 7 au 10 octobre 1851.

## Source de la traduction
- (de) Cet article est partiellement ou en totalité issu de l’article de Wikipédia en allemand intitulé « Franz von Hartmann » (voir la liste des auteurs).